# Argiope intricata
Argiope intricata là một loài nhện trong họ Araneidae.
Loài này thuộc chi Argiope. Argiope intricata được Eugène Simon miêu tả năm 1877.